# Max von Eelking (Sohn)
Max von Eelking (* 16. Oktober 1813 in Jena; † 7. Februar 1873 in Meiningen) war ein sachsen-meiningischer Oberstleutnant, Historiker und Maler sowie Kammerherr des Herzogs von Meiningen.

## Biografie
Max von Eelking ist der Sohn des gleichnamigen Offiziers Max Freiherr von Eelking. Der Vater, Stadtkommandant in Bremen, entstammte einer Patrizierfamilie, die 1750 geadelt wurde; die Mutter entstammte einer Bürgerfamilie aus Coburg. Der Vater besaß ein großes Vermögen, verlor es jedoch durch Spekulation, worauf er seine Frau und sein Kind verließ. Das Kind blieb bei der Mutter. Der ADB-Autor Georg Brückner beschrieb außerdem, dass neben ihrer „schöne[n] Gestalt“ auch ihre „weiche Gesinnung“ auf ihren Sohn übergegangen sein soll. Auf der Weißenburg, dem Haus der Eltern, lebte er allein mit seiner Mutter und auch sein späteres Leben war von Einsamkeit geprägt, außerdem von Misstrauen gegen fremde Menschen. Dies artete zu einer psychischen Krankheit aus.
Seinen Vater sah Eelking erst mit zwölf Jahren wieder, seine Erziehung und auch seine Ausbildung verliefen ungeregelt. Er wünschte sich jedoch eine feste Berufslaufbahn und besuchte die Forstakademie Dreißigacker. Am 26. Dezember 1833 trat er als Kadett in den sachsen-meiningischen Militärdienst ein, stieg bis 1849 zum Hauptmann auf und nahm im gleichen Jahr am Feldzug gegen Dänemark teil. Ende Juli 1863 wurde Eelking Major und Bataillonskommandeur. Unter Depressionen leidend, widmete er sich nebenbei der Malerei sowie dem Sammeln von Altertums- und Militärgeschichtsobjekten. Während des Deutschen Krieges gehörte er 1866 zur Besatzung der Festung Mainz. Nach dem verlorenen Krieg avancierte er Ende September 1866 zum Oberstleutnant und nahm am 17. Oktober 1867 seinen Abschied mit Pension. Im Ruhestand lebte er mit seiner Frau in Meiningen, doch auch weiterhin ließen die Depressionen nicht nach, sie verstärkten sich vielmehr. Schließlich beging er am 7. Februar 1873 Suizid, wobei er einen Abschiedsbrief hinterließ.
Eelking hatte zwei Artikel für die Allgemeine Deutsche Biographie verfasst.
Eelking heiratete am 2. November 1844 Christine Heubach (* 9. April 1823) aus Sonneberg. Das Paar hatte mehrere Kinder:
- Marie (* 4. Februar 1845) ⚭ 1873 Eduard Wehmeyer (* 2. Juli 1840), Hauptmann IR32
- Antonia (* 20. Juni 1846) ⚭ 1869 Georg Wittich (* 9. März 1846), Hauptmann IR32
- Johanna (* 15. April 1848) ⚭ 1872 Oskar von Fromm (* 12. Mai 1843), Hauptmann IR78
- Carl (* 21. Mai 1851; † 19. April 1929) ⚭ 1888 Maria Aletta Louise Sibenius Trip (1861–1937)[1]

## Schriften
- Die Correspondenz des Kurfürstlich-Sächsischen Premier-Ministers Grafen von Brühl mit dem Sächsischen General-Lieutenant Freiherrn von Riedesel Residenten bei der Russisch Kaiserlichen Armee. Otto Wigand, Leipzig 1854 (Digitalisat).
- Leben und Wirken des Herzoglich Braunschweig’schen General-Lieutnants Friedrich Adolph Riedesel Freiherrn zu Eisenbach. 3 Bände, Wigand, Leipzig 1856 (Digitalisate: Band 1, Band 2, Band 3).
- Die deutschen Hülfstruppen im nordamerikanischen Befreiungskriege 1776–1783. 2 Theile, Helwing, Hannover 1863 (Digitalisat).
- Geschichte des Herzoglich Sachsen-Meiningischen Contingents. Brückner & Renner, Meiningen 1863 (Digitalisat).
- Der Krieg zwischen Deutschland und Frankreich 1870 bis 1871. 2 Bände, Friedrich Wilhelm Grunow, Leipzig (Digitalisate: Band 1, Band 2).